# 山口和雄
山口 和雄（やまぐち かずお、1949年12月25日 - ）は、佐賀県出身の元プロ野球選手。ポジションは投手と外野手。

## 来歴・人物
佐賀県立唐津東高等学校ではエース。上手投げで直球が武器。バッティングもよく四番を打っていた。
1967年のドラフトで南海ホークスから13位で指名され入団。
投手として入団したが、その後、外野手に転向。一軍公式戦に出場することはなく、退団した。

## 年度別投手成績
- 一軍公式戦出場なし

## 背番号
- 43 （1968年 - 1969年）